# Duemælk
Duemælk er et sekret, der produceres i kroen hos duer og er ungernes eneste føde de første cirka fem dage. Duemælk består af ca. 11-13 % protein og ca. 5-7 % fedt. Begge køn har en kro, og det har den fordel, at også hannen kan producere mælk til ungerne.
Mælken har en, for mennesker, ubehageligt lugt og kan beskrives som "oste-agtig".